# Kung Fu Panda: El festival de invierno
Kung Fu Panda: el festival de invierno (Kung Fu Panda: Holiday) es un especial navideño de los estudios Dreamworks Animation, dirigida por Tim Johnson. Se estrenó en Estados Unidos el 24 de noviembre del 2010. En la versión original en inglés, Jack Black y Dustin Hoffman prestan sus voces.

## Argumento
El Maestro Shifu asigna a Po  para organizar El Festival de Invierno anual en el Palacio de Jade, una ocasión formal altamente ritualizada donde asisten todos los maestros de Kung Fu de China, insistiendo en la perfección del evento. Aunque emocionado, Po también desea pasar las vacaciones con su padre , el Sr. Ping, y rechaza a los mejores chefs de China en un intento de que él atienda el evento. Sin embargo, el Sr. Ping cree que Po está más preocupado por sus deberes como Guerrero Dragón, y permanece firmemente en su restaurante para alimentar a la gente del pueblo que no tiene otro lugar para comer durante las festividades.
Lleno de culpa, Po intenta cocinar el banquete él solo, pero rápidamente se ve abrumado por las diversas responsabilidades que conlleva, lo que se complica aún más por la interferencia de Wo Hop, un conejo chef al que había deshonrado accidentalmente antes y está desesperado. morir a manos del Guerrero Dragón para redimir su honor. Un comentario de Wo Hop de que "el kung fu no puede resolverlo todo" inspira a Po a reclutar a los Cinco Furiosos para completar los preparativos del festín mientras Wo Hop, aún suicida, lo ayuda en la cocina.
En la noche de la Fiesta de Invierno, Po se da cuenta de que debería estar con su padre durante las vacaciones y se disculpa ante los maestros para ayudar al Sr. Ping a preparar la comida para la gente del pueblo. Por su parte, el Sr. Ping, que había estado luchando solo con el negocio, se da cuenta de que estaba siendo injusto con su hijo por atender sus responsabilidades más importantes y se disculpa con él. Con esta reconciliación, padre e hijo preparan su banquete con destreza pulida.
Movidos por la lealtad de Po a su familia y recordando la nostalgia de las fiestas, los Cinco Furiosos y los otros maestros participan en las festividades con la gente del pueblo. Po también puede restaurar el honor de Wo Hop al presentarle el Golden Ladle originalmente destinado al chef seleccionado para cocinar para el banquete de los maestros. Al principio, Shifu está mortificado porque todos abandonaron el festín, pero al ver la alegría que todos estaban pasando en la tienda de fideos, se da cuenta de que Po hizo lo correcto, creando un evento verdaderamente perfecto con su padre. Aunque Shifu se da vuelta para irse, Po lo convence para que se una a ellos, afirmando firmemente el lugar de Shifu se une con Po, Tigresa, el señor Ping, Mantis, Mono, Grulla, Víbora y Wo Hop para celebrar las fiestas.

## Reparto
- Jack Black - Po, un oso panda.
- James Hong - Señor Ping (padre de Po), una oca.
- Dustin Hoffman - Maestro Shifu, un panda rojo albino.
- Angelina Jolie - Tigresa, una tigresa del sur de China.
- Jackie Chan - Mono, un langur dorado.
- Seth Rogen - Mantis, una Mantodea.
- Lucy Liu - Víbora, una víbora del bambú.
- David Cross - Grulla, una grulla de Manchuria.
- Jack McBrayer  - Wo Hop, un Conejo.
- Dan Fogler - Zeng (mensajero de Shifu), un ganso negro.
- Ian McShane - Tai Lung (Cameo, en el sueño del Señor Ping), un leopardo de las nieves.

- Datos: Q2614318